# سپیداج‌ها (سرپایان)

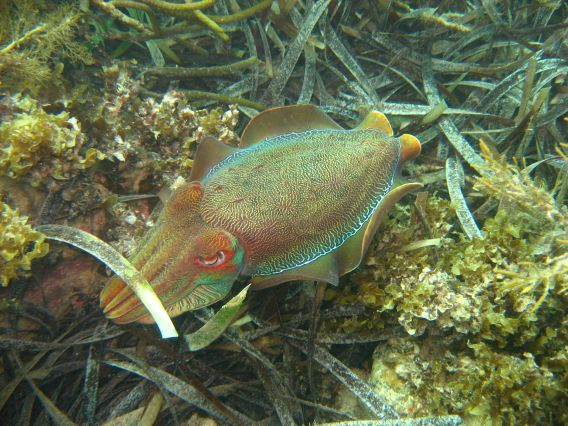
سپیداج غول‌پیکر

سپیداج‌ها ( به انگلیسی: Sepia) سرده‌ای از سپیداج‌ها از تیرهٔ Sepiidae است که برخی از شناخته‌شده‌ترین و رایج‌ترین گونه‌ها را در بر می‌گیرد. استخوان سپیداج به شکل بیضی است. نام این سرده شکل لاتینی‌شده یونان باستان σηπία (sēpía) «کاسه ماهی» است.

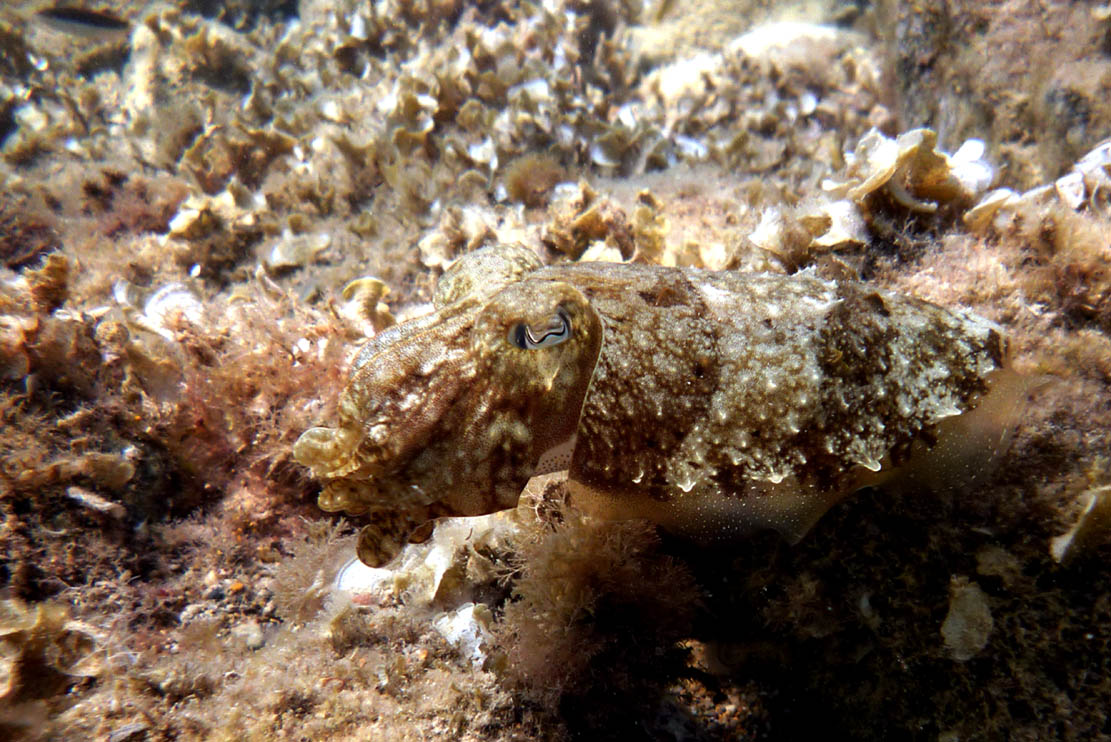
سپیداج برازنده

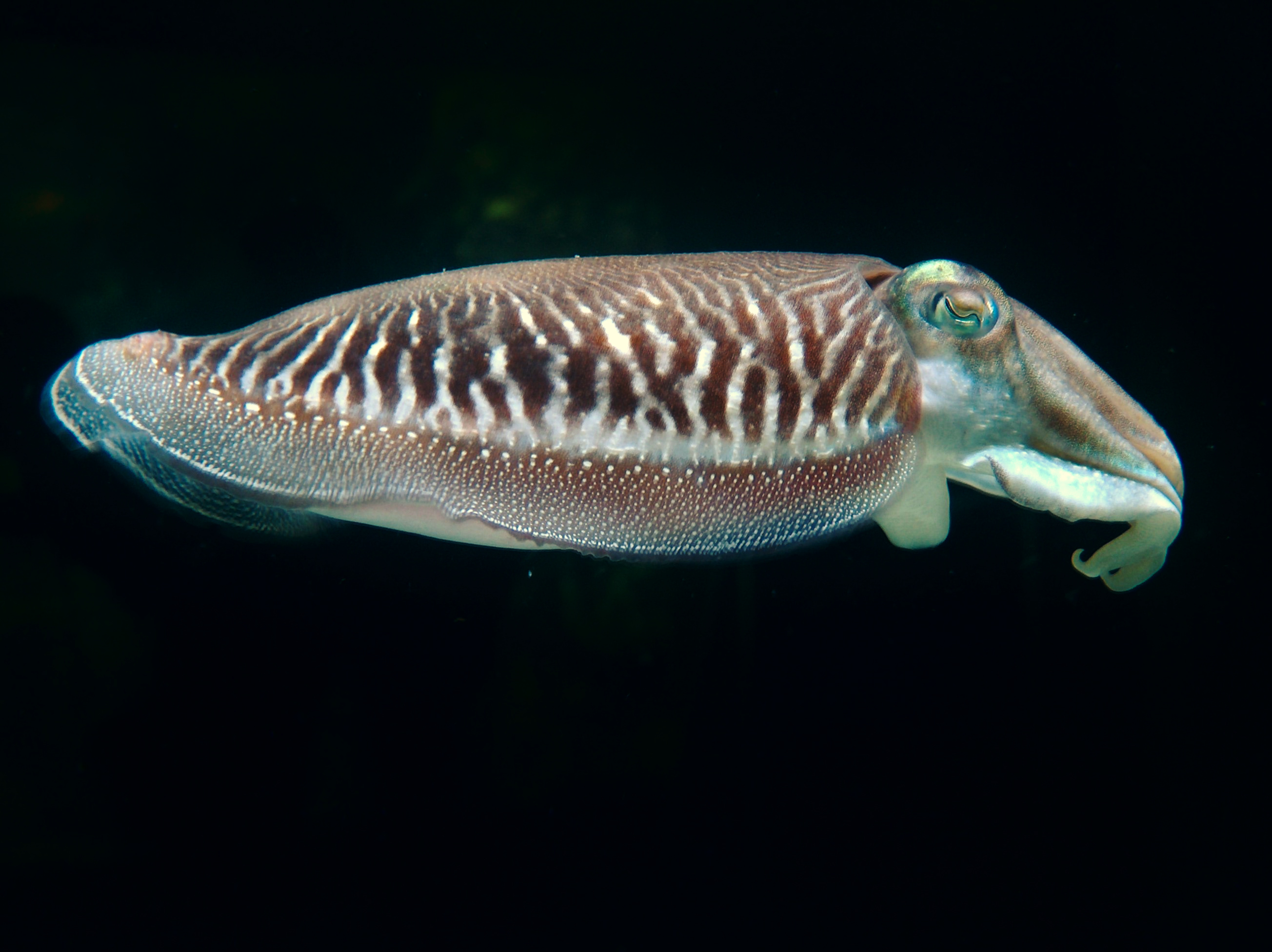
سپیا افیسینالیس